# Душан Лайович
Душан Лайович (на сръбски: Dušan Lajović) е сръбски тенисист.

## Биография
Душан Лайович е роден на 30 юни 1990 г. в Белград, СФР Югославия, в семейството на Марина и Драгиша Лайович.

## Кариера
Душан Лайович достига най-високо класиране в света на сингъл, до номер 23, на 29 април 2019 г. На 21 септември 2020 г. достига до номер 82 в ранглистата на двойки. Печели две титли на сингъл и две на двойки от ATP тур. Печели първия си турнир на сингъл на Хърватия Оупън през 2019 г. и достига до първия си финал от сериите Мастърс 1000 на Монте Карло Мастърс през 2019 г. Известен е със своята игра на клей, кик сервис и силни плавни удари от земя, особено с бекхенд с една ръка.
Лайович редовно представлява Сърбия в отборни състезания, играе във вече несъществуващата Световна отборна купа през 2010 г. и 2011 г., член е на сръбския отбор за Купа Дейвис от 2012 г., и допринася много за това Сърбия да спечели първата купа на ATP през 2020 г., като той печели четири от шест мача.
Лайович се класира и участва на Олимпийските игри в Париж през 2024 г.

## Кариерна статистика

### Финали оттурнири от сериите Мастърс(1)
| година | турнир              | съперник във финала | резултат     |
| ------ | ------------------- | ------------------- | ------------ |
| 2019   | Монте Карло Мастърс | Фабио Фонини        | 3 – 6, 4 – 6 |

### ATP финали (2 титли; 3 финала)
|        | П–З   | Година | Турнир              | Клас         | Настилка | Опонент        | Резултат            |
| ------ | ----- | ------ | ------------------- | ------------ | -------- | -------------- | ------------------- |
| Загуба | 0 – 1 | 2019   | Монте Карло Мастърс | Мастърс 1000 | Клей     | Фабио Фонини   | 3 – 6, 4 – 6        |
| Победа | 1 – 1 | 2019   | Хърватия Оупън      | 250 серии    | Клей     | Атила Балаж    | 7 – 5, 7 – 5        |
| Победа | 2 – 1 | 2023   | Сръбска Оупън       | 250 серии    | Клей     | Андрей Рубльов | 6 – 3, 4 – 6, 6 – 4 |